# Pytilia melba
Pytilia melba là một loài chim trong họ Estrildidae.